# Wish 〜たったひとつの願いごと〜
『wish 〜たったひとつの願いごと〜』（ウィッシュ 〜たったひとつのねがいごと〜）は、征海未亜による日本の漫画作品。
2004年から2005年にかけて、『なかよしラブリー』（『なかよし』増刊枠、講談社）に連載された、1話完結の読みきりシリーズである。
作者の征海は、本作を最後に『なかよし』を（本誌・『ラブリー』いずれも）離れた。

## 概要
女子中学生の間で広がっている「天使のメアド」という怪談めいた噂話があった。
「学校の、あるはずのない階段の踊り場にある合わせ鏡に浮かんだアドレスにケータイで空メールを送ると、天使から電話がかかってきて願いごとをひとつだけ叶えてくれる」のだという。
これはそのメアドを利用して願いを叶えようとした少女達の物語。
巻末には、作者の前作『東京ミュウミュウ』の藤原ざくろが本作のドラマで死神役に指名され、相棒の黒猫役にネコ化した桃宮いちごを連れて行く、という書き下ろし漫画が収録されている。

## 主な登場人物
少女
本作のストーリーテラー。魔女を思わせるつば広の三角帽をかぶり、セーラー服の上に長いマントを羽織った少女。その姿は誰にも見えず、死神が持つような大鎌を手に、使い魔と思しき黒猫だけを連れている。
「天使のメアド」と称した秘密のメールで接触した少女達の願いを叶えているが、自分は願いの内容によって天使にも悪魔にもなりうると思っている。
携帯電話を持たない少女と接触を図る際には、メールを送信するだけの状態にしたケータイを地上に落とし、発見させることもある。
野本あい（のもと あい）
第1話に登場した少女。親友2人と下校中にケータイを拾い、「天使のメアド」の噂を実行。その応援によってクラスメイトの山口と付き合うことになるが、山口が親友の1人・リカコに片想いしていたことを明かしたため、喧嘩に発展、騒動となる。
木下美沙（きのした みさ）
第2話に登場。猫を助けようとして川に落ち、幽霊となるが、唯一拾うことが出来たケータイに入っていた未送信メールを送ってしまう。その際の願いにより24時間だけ仮の肉体を得、日付が変わり新年になる前に片想いしている相手とキスすることで生き返ることが出来ると言われたが、明生に再会したことで揺らぎ始める。
明生（あきお）
第2話に登場。美沙の同級生で幼馴染。美沙と同じように幽霊となり、「天使のメアド」に「来年も美沙といること」を願う。
松下久実（まつした くみ）
第3話に登場。ノートに妄想小説を書きとめている。別のクラスの木更津に恋をしているが、偶然拾った携帯電話の側で口に出したことが「願い」とされ、そのとおりに木更津が小さくなってしまった。
相沢奈々（あいざわ なな）
最終話に登場。圭吾と同じ機種の携帯電話を持っていて、ストラップも同じだったため、待ち合わせ場所から立ち去る際に間違えて持ち帰ってしまった。その後、圭吾が持つ自分の携帯電話と連絡を取り合い、圭吾の言葉につられ、名前を伏せたまま待ち合わせることに。
和田圭吾（わだ けいご）
奈々の携帯電話を持っていった少年。携帯電話が違うことに気づき、連絡を取った。ストラップや着メロが同じだったことから奈々とは趣味が近いと感じ、インスピレーションを頼りに名前を伏せた待ち合わせを強引にスタートさせた。

## 書誌情報
征海未亜 『wish 〜たったひとつの願いごと〜』 講談社〈講談社コミックスなかよし〉
2005年10月6日第1刷発行、ISBN 4-06-364093-0